# Sjchara
Sjchara (Georgiska: შხარა, Ryska: Шхара) är med sina 5 064 meter (enligt vissa källor 5 068 eller 5 200 meter) den högsta punkten i Georgien. Bergstoppen ligger i Svanetien-regionen längs med den ryska gränsen, cirka 88 kilometer norr om staden Kutaisi. Berget ligger i de centrala delarna av Stora Kaukasus, sydöst om Elbrus som är det högsta berget i Europa. Delar av berget är täckta av glaciärer, såsom Sjcharaglaciären på den georgiska sidan. Berget är ett populärt resmål för bergsklättrare. 
Sjchara bestegs första gången i september 1888 av en grupp klättrare från Storbritannien och Schweiz.